# Tyttocharax tambopatensis
Tyttocharax tambopatensis är en fiskart som beskrevs av Weitzman och Ortega, 1995. Tyttocharax tambopatensis ingår i släktet Tyttocharax och familjen Characidae. Inga underarter finns listade i Catalogue of Life.